# Lista dos senhores de Aumale

Mapa histórico da Normandia

Lista dos senhores de Aumale

## Senhores de Aumale
- Século X : Guérimfred, senhor deAumale
- ????-1052 : Hugo II, conde de Ponthieu
- 1052-1053 : Enguerrando II († 1053), conde de Ponthieu

## Condes de Aumale

### Casa de Blois
Brasão dos condes de Aumale 
Depois da conquista da Inglaterra, Guilherme I, o Conquistador dá Aumale a Eudes de Blois que tinha casado com a viúva de Enguerrando II, Senhor de Aumale.
- 1069-1115 : Eudes II de Troyes († 1115), conde de Troyes e de Meaux
- 1115-1127 : Étienne († 1127)
- 1127-1179 : Guilherme o Gordolo († 1179), conde de York
- 1179-1194 : Hawise († 1214)
  - Casa-se em 1180 com Guilherme II de Mandeville († 1189), conde de Essex
  - Casa-se em 1190 com Guilherme III de Forts († 1195)
  - Casa-se com Baudouin de Béthune († 1212)

Em 1194, o rei Filipe II de França, confisca Aumale a Guilherme de Forts. e confia o condado em 1204 a Reinaldo de Dammartin, antigo conde de Boulonha.
O sistema de Pariato da Inglaterra continuará a atribuir títulos de conde e  duque ligados à Aumale, mas utilizando a forma latina : Albemarle. As "honras de  Aumale", um conjunto de terras no Yorkshire antigamente associadas ao título normando, constituirá o feudo dos condes e duques ingleses.

### Casa de Dammartin
Brasão da casa de Dammartin 
- 1204-1206 : Reinaldo de Dammartin (v. 1175 † 1227)
- 1206-1214 : Simão de Dammartin I (1180 † 1239), irmão de Renaud de Dammartin

Brasão do conde de Hurepel 
- 1214-1234 : Filipe Hurepel de França (1200 † 1234), filho de Filipe II de França e Agnès de Méranie

Brasão do conde de Aumal 
- 1234-1239 : Simão de Dammartin II (1180 † 1239), irmão mais novo de Reinaldo de Dammartin, retoma o antigo brasão dos condes de Aumale
- 1239-1278 : Joana de Dammartin (1220 † 1278), casou-se em 1237 com Fernando III de Leão e Castela

### Casa de Castela
- 1239-1252 : Fernando I, rei de Castela (Fernando III de Leão e Castela), casou-se em 1237 com  Joana de Dammartin
- 1252-1260 : Fernando II (1238 † 1260)
- 1260-1302 : João de Ponthieu, conde de Aumale (1264 † 1302)
- 1302-1343 : João II de Aumale de Ponthieu (1293 † 1343), casou-se com  Catarina  de Artois condessa de Vandosine e Castres, filha de Filipe de Artois, senhor de Conches, e de Blanche de Bretagne
- 1343-1387 : Dame Blanche de Ponthieu de Épernon e Montgommery

### Casa de Harcourt
Brasão de Harcourt 
- 1343-1355 : João V de Harcourt († 1355), casou-se com  Blanche, condessa de Aumale

1355-1389 : João VI de Harcourt (1342 † 1389), casado en 1359 com Caratina de Bourbon († 1427), filha de Pierre Ier de Bourbon
- 1389-1452 : João VII de Harcourt (1370 † 1452)
- João VIII de Harcourt (1396 † 1424), intitulado conde de Aumale.

### Casa de Lorena

#### Casa de Lorena-Vaudémont
Brasão dos condes de  Lorraine-Vaudémont 
- 1452-1458 : António de Vaudémont (1393 † 1458), conde de Vaudémont, casou-se com  Maria de Harcourt, filha de João VII
- 1458-1472 : João VIII de Harcourt-Lorena († 1472), conde de Aumale e de Harcourt,

#### Casa de Lorena
- 1472-1508 : René II de Lorena (1451 † 1508), duque de Lorena

Com a morte do duque René, Aumale passe com as outras possessões francesas do duque de Lorena ao seu filho cadete Claude, conhecido em seguida como duque de Guise.

#### Casa de Lorena-Guise
- 1508-1547 : Cláudio de Lorena (1496 † 1550), primeiro duque de Guise

Em 1547 o condado passa a ser o Ducado de Aumale a favor de Cláudio.

## Duques de Aumale

Brasão dos duques de Aumale.

### Casa de Lorena-Guise II
À sua morte, o ducado de Aumale passa ao seu filho Luís de Saboia, dessa Casa.
- 1547–1550 : Cláudio  I de Aumale, agora como duque
- 1550–1573 : Cláudio  II de Aumale (1526 † 1573)
- 1573–1595 : Carlos I de Aumale (1555 † 1631),[1]
  - 1595–1618 : confiscado pelo rei da França
- 1618–1638 : Ana de Aumale (1600-1638), filha do precedente[1][2]
  - casou-se em 1618 com Henrique I de Saboia-Nemours (1572 † 1632), duque de Nemours[2]

### Casa de Saboia

Brasão inicial dos Sabóia-Nemours

- 1638–1641 : Luís de Saboia-Nemours (1615 † 1641), duque de Nemours e de Aumale
- 1641-1652 : Carlos Amadeu de Saboia-Nemours (1624 † 1652), duque de Nemours e de Aumale, casou-se em 1643 com Elizabete  de Bourbon, "mademoiselle de Vendome" (1614 † 1664)

Brasão dos Sabóia-Nemours após 1652

- 1652-1659 : Henrique II de Saboia-Nemours (1625 † 1659), Arcebispos de Reims, duque de Nemours e de Aumale com Maria Ana de Orleães
- 1659–1686 : Maria Joana Baptista de Saboia-Nemours (1644-1724), filha de Carlos Amadeu de Saboia-Nemours.

### Ramo legítimo da Casa de Bourbon
- 1686–1736 : Luís Auguste de Bourbon (1670-1736)
- 1704–1708 : Carlos de Bourbon (1704-1708), intitulado duque de Aumale
- 1736–1775 : Luís Carlos de Bourbon (1701-1775), irmão do precedente
- 1775–1793 : Luís João Maria de Bourbon, duque de Penthièvre, primo co-irmão do precedente, filho de Luís Alexandre de Bourbon, conde de Toulouse
- 1793–1821 : Luísa Maria Adelaíde de Bourbon (1753-1821), filha do precedente

O seu filho Luís Filipe de Orléans (futuro rei Luís Filipe I) herda  do ducado em 1821 mas não usa o título ducal, que o rei Luís XVIII de França dará no ano seguinte ao 5º filho de Luís Filipe, Henrique d'Orléans.

### Casa de Orléans
- 1822–1897 : Henrique d'Orléans (1822-1897), neto do precedente